# Łąki w okolicach Karłowic nad Stobrawą
Łąki w okolicach Karłowic nad Stobrawą este o arie protejată (sit de importanță comunitară — SCI) din Polonia întinsă pe o suprafață de 933,45 ha, integral pe uscat.

## Localizare
Centrul sitului Łąki w okolicach Karłowic nad Stobrawą este situat la coordonatele 50°52′25″N 17°43′54″E / 50.8736°N 17.7316°E.

## Înființare
Situl Łąki w okolicach Karłowic nad Stobrawą a fost declarat sit de importanță comunitară în octombrie 2009 pentru a proteja 3 specii de animale.

## Biodiversitate
Situată în ecoregiunea continentală, aria protejată nu include niciun habitat protejat.
La baza desemnării sitului se află mai multe specii protejate de  nevertebrate (3): fluturele purpuriu (Lycaena dispar), Phengaris nausithous, Phengaris teleius.